# 金橋 (越南)

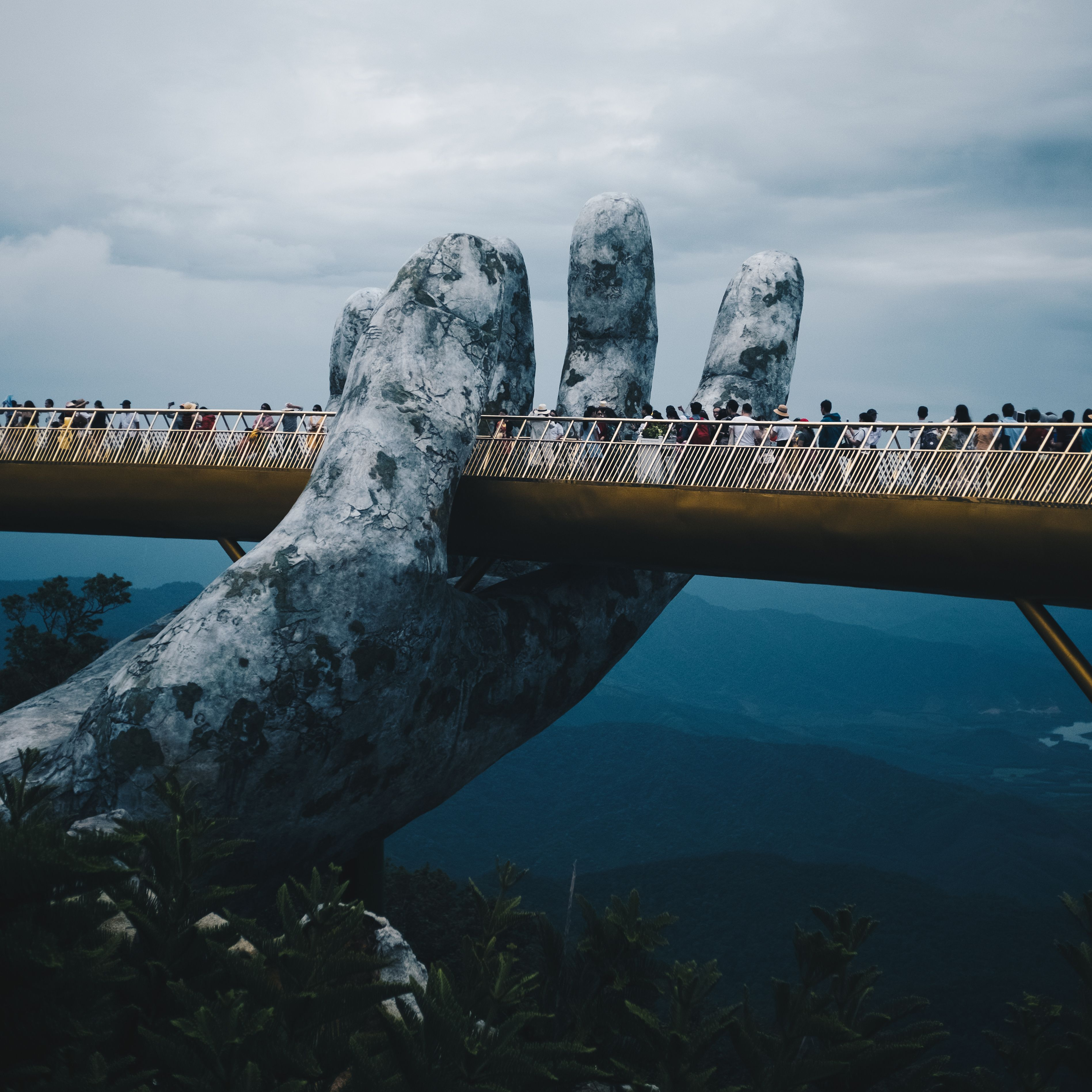
金橋

金橋是位於越南中部巴拿山的一座長150-（490-英尺）的橋樑 ，连接了缆车站和公园，避免了陡坡。這座橋樑是巴拿山內最著名的經典之一，開業於2018年6月。

## 外部連結
- Project description

15°59′41″N 107°59′47″E / 15.99486°N 107.99625°E